# Линдерхоф
Линдерхоф (нем. Linderhof) — верхнебаварский замок короля Людвига II, расположенный в селе (коммуне) Эттале на юге земли Бавария. Единственный замок, полностью достроенный при жизни короля Людвига II, является также наименьшим среди трёх его замков. Он приказал возвести его в 1874 году в так называемой Königshäuschens (загородной резиденции) своего отца Максимилиана II.

## Расположение
Примерно в 30 км по дороге к северо-западу от Гармиш-Партенкирхена, в ложбине долины Грасвангталь, в 8 км от альпийской деревушки Обераммергау, в 20 км по прямой на восток от замков Хоэншвангау и Нойшванштайн.
Дворец выстроен на территории заповедника Аммергебирге в центре красивого парка рядом с королевским охотничьим домиком Линдерхоф, который ещё Максимилиан II купил у близлежащего монастыря Этталь.

## История
На месте замка стояла изба 1790 года, превращённая в XIX веке Максимилианом II в охотничий домик. Взошедший на трон в 1864 году юный Людвиг, сын Максимилиана II, увлечённый рыцарством и музыкой Рихарда Вагнера, загорелся идеей возвести замки по своему вкусу. В Эттале он хотел видеть подобие французского Версаля. Название проекта «Meicost-Ettal» является анаграммой к фразе короля Людовика ХIV «L’État, c’est moi» (государство — это я). Однако, местность под грандиозное строительство оказалась недостаточна велика, и проект был осуществлён в 1878 году как Херренкимзе.
Для Этталя было решено возвести небольшой уединённый дворец, подобный Марли, построенный для Людовика XIV в 1678 году недалеко от Версаля. Проект здания поручили архитектору Георгу фон Дольману; парковый ансамбль разработал Карл Йозеф фон Эффнер. Замок выдержан в стиле неорококо, и такие мотивы баварского рококо встречаются также в Мюнхенской резиденции и замке Нимфенбурге (Амалиенбурге). На строительство замка шло дерево из прилегающих лесов, привлекался труд местных резчиков. На первый взгляд, незаметно, что замок полностью выстроен из дерева и облицован штукатуркой.
Строительство длилось с 1870 года по октябрь 1874 года, а отделочные работы продолжались до 1886 года. Оформление главной спальни по проекту австрийского архитектора Юлиуса Хофмана окончилось уже после смерти Людвига II.
В 2024 году замок, как и другие постройки Людвига II, стал кандидатом на включение в список объектов Всемирного наследия ЮНЕСКО. В 2025 году был включён в список.

## Интерьер
Общий план интерьеров симметричен. На верхнем этаже расположены покои короля, два больших зала, лестничная клетка, подковообразный кабинет, овальная столовая, зеркальный зал и боковые гобеленовые комнаты. Чертежи интерьеров делал художник Кристиан Янк. Столовая повторяет столовую Херренкимзе и оборудована (Tischleindeckdich) механизмом, опускающим и поднимающим стол на нижний этаж, где расположена кухня. Стены украшены портретами французских придворных (также маркизы де Помпадур и мадам Дюбарри), на лестничной клетке стоит ваза Севрской фарфоровой мануфактуры.
Интерьеры дворца расписывали лучшие художники Европы. Среди них Ангело Квадлио и Вильгельм Гаушильд. Стены украшены живописными гобеленами и похожими на них картинами со светскими и пасторальными сценами.

Зеркальный зал
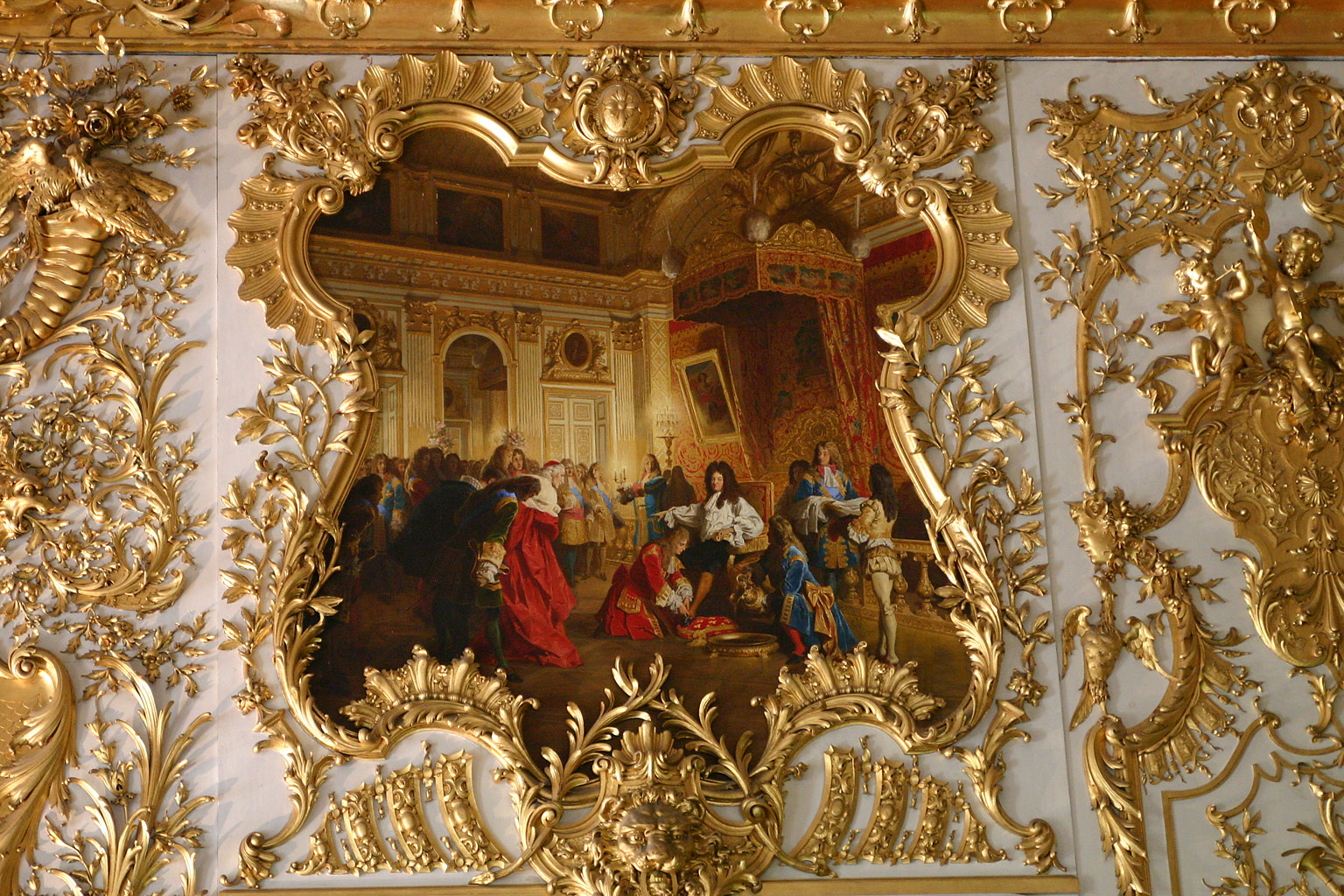
Картина с изображением придворной сцены Людовика XIV
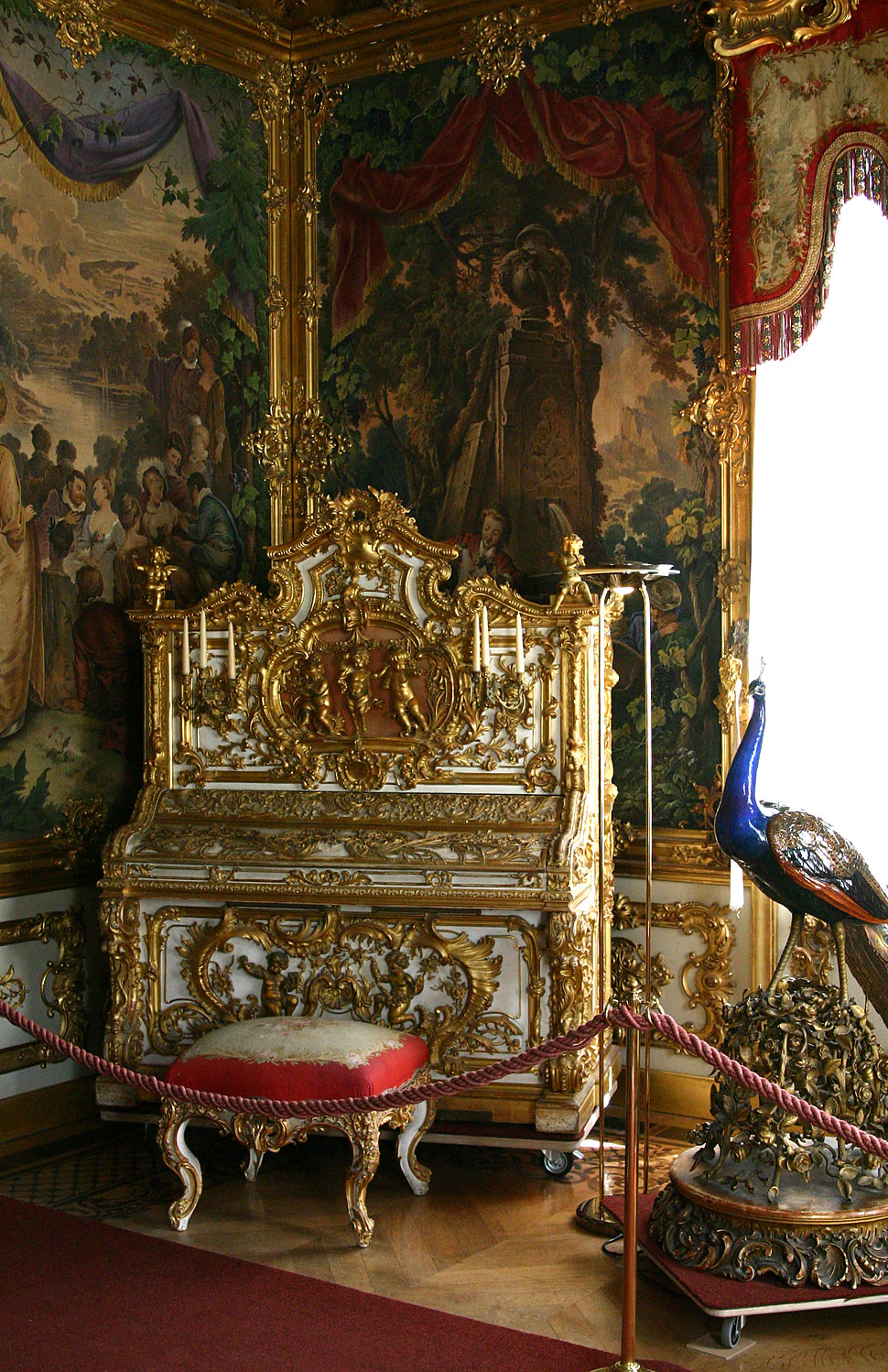
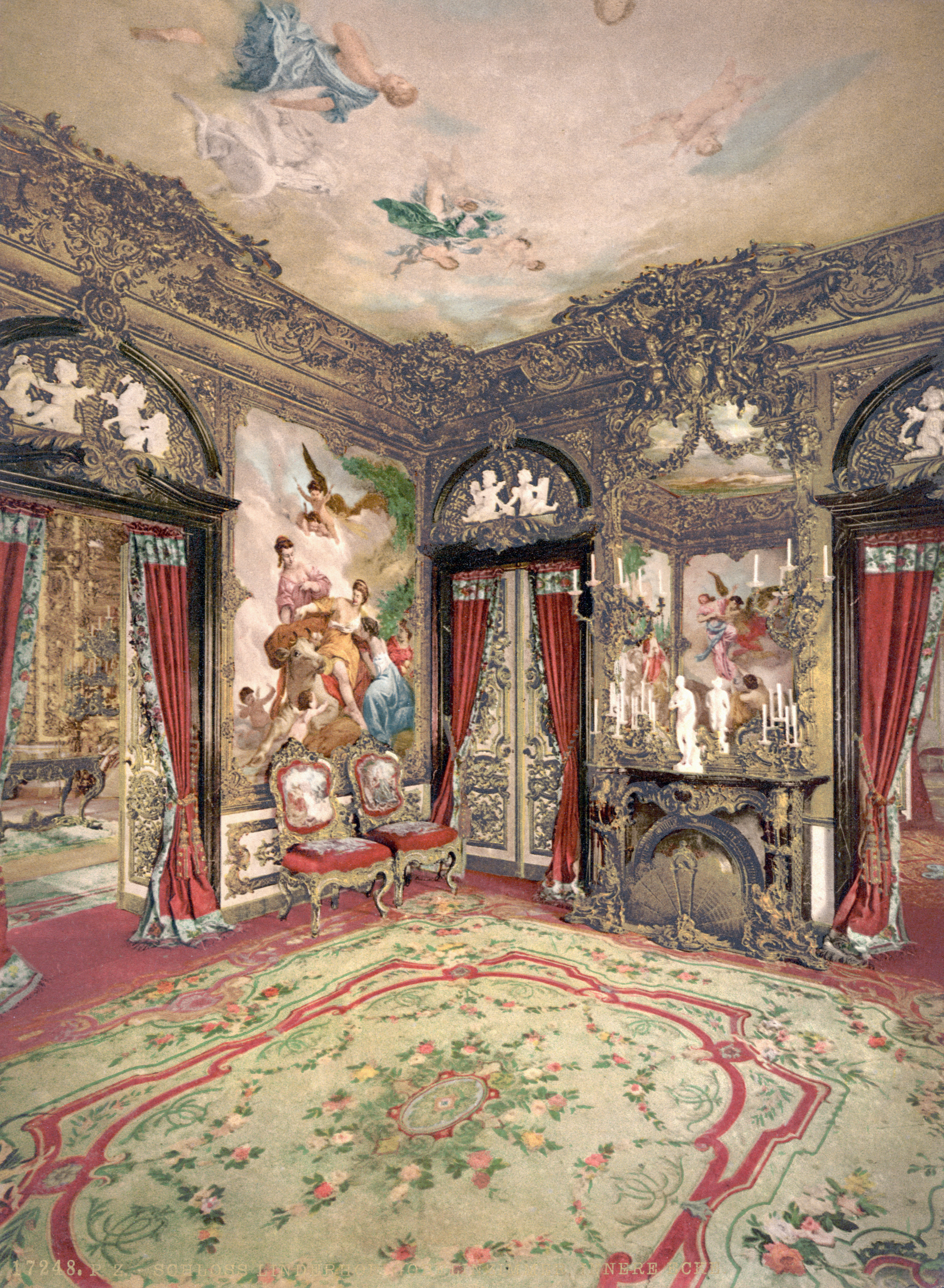
Восточная Гобеленовая комната, фотография 1900 года
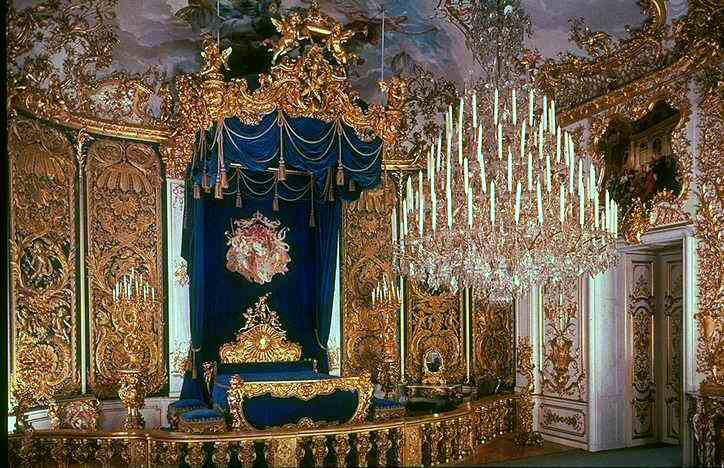
Спальня

## Парк
Наряду со строительством замка был разбит сад (1874—1880 годы) по проекту Карла фон Эффнера. Здесь соединились несколько парковых стилей: перед замком — формальный в сочетании с регулярным стилем. Окружающие декоративный сад, большой парк внутри долины Траванг следуют образцам английских ландшафтных садов с деревьями и извилистыми тропинками. Общий вид парка крестообразный, в центре которого расположены замок и 22-метровой высоты фонтан.
На территории парка устроены различные павильоны и архитектурные капризы: Марокканский домик, Мавританский киоск, собачий домик, скит Гурнеманца. На возвышенности устроен грот Венеры и водные каскады, заканчивающиеся фонтаном Нептуна.

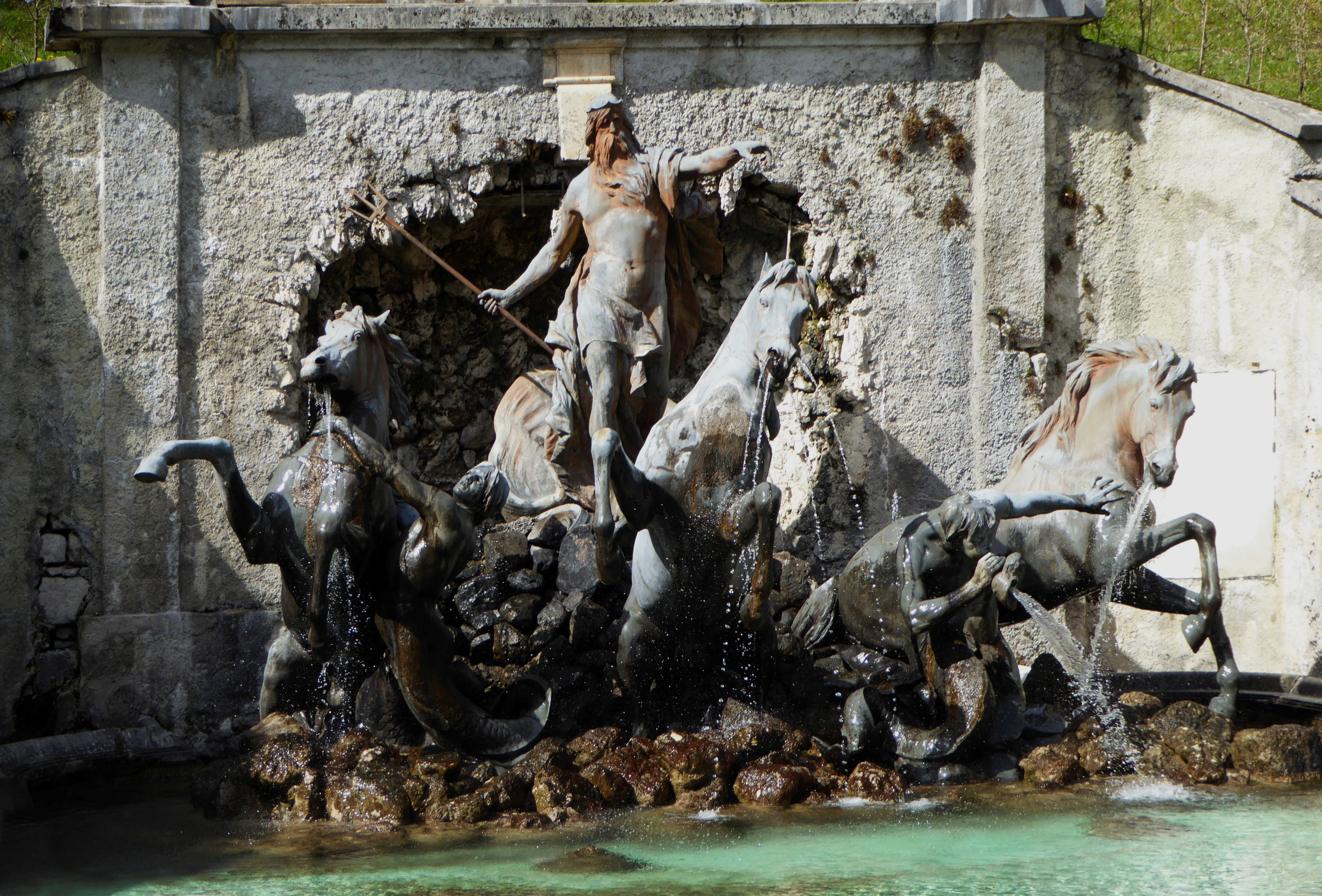
Фонтан Нептуна скульптора Михаэля Вагмюллера
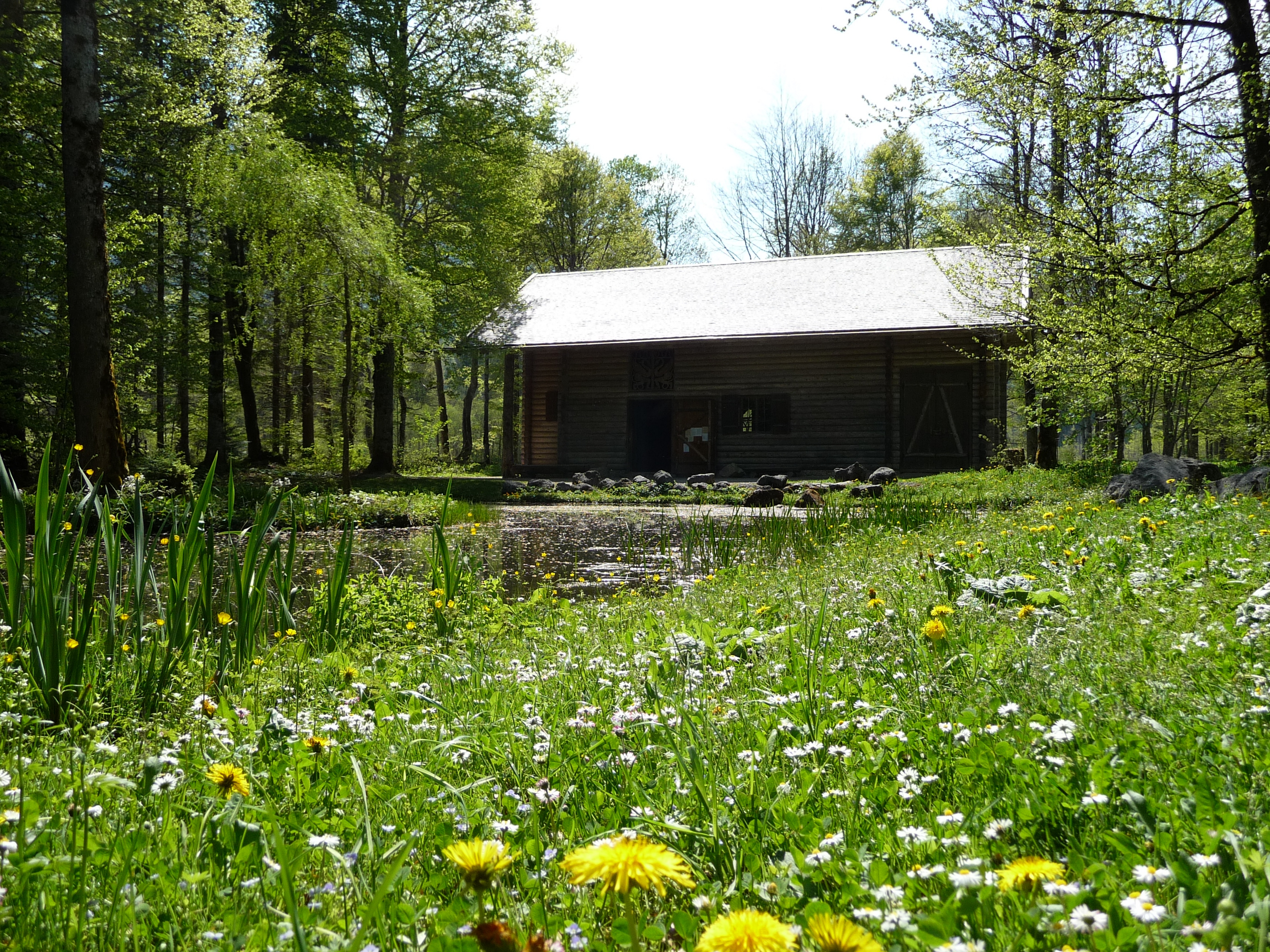
Собачий домик с запрудой
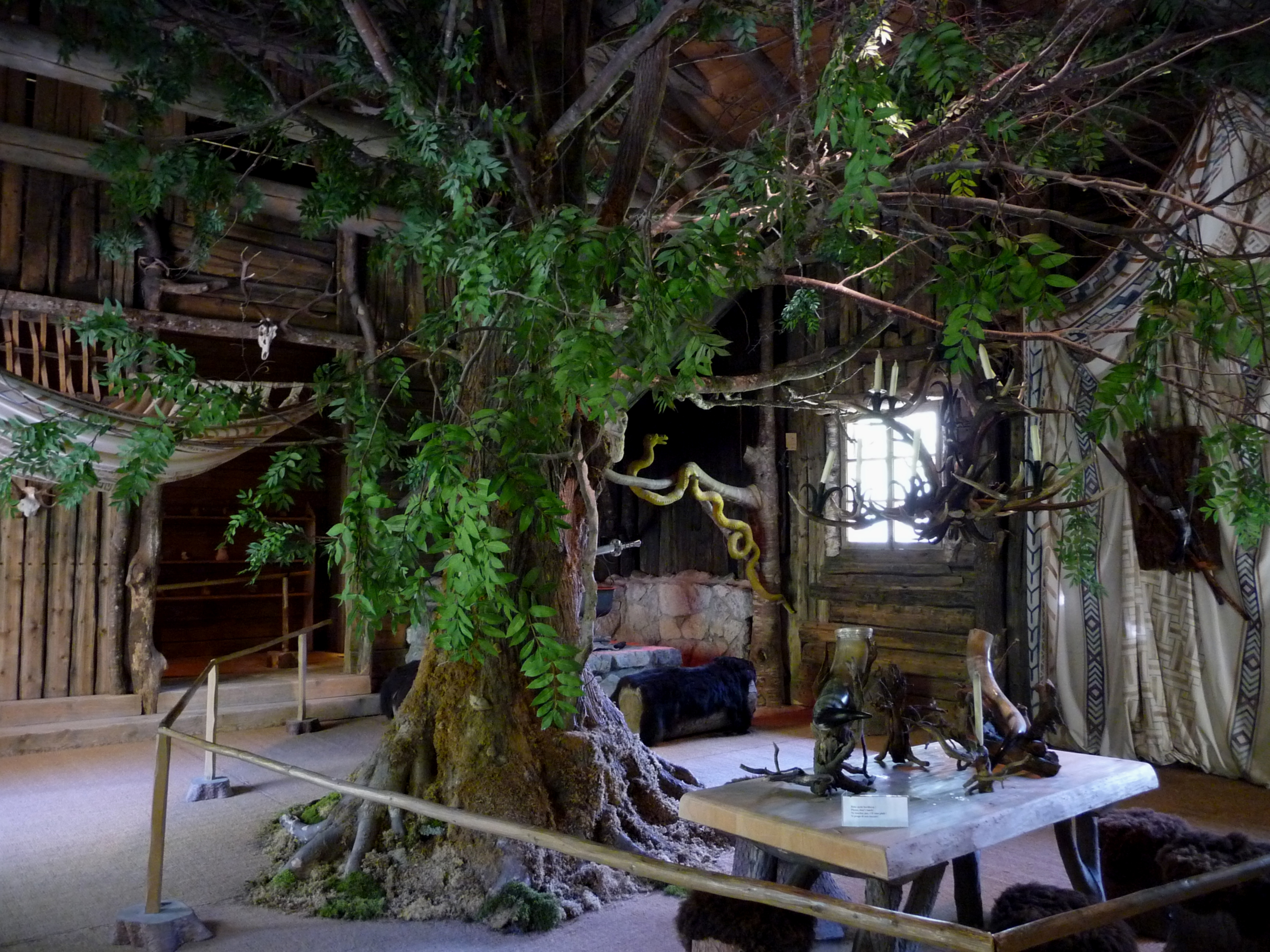
Интерьер Собачьего домика
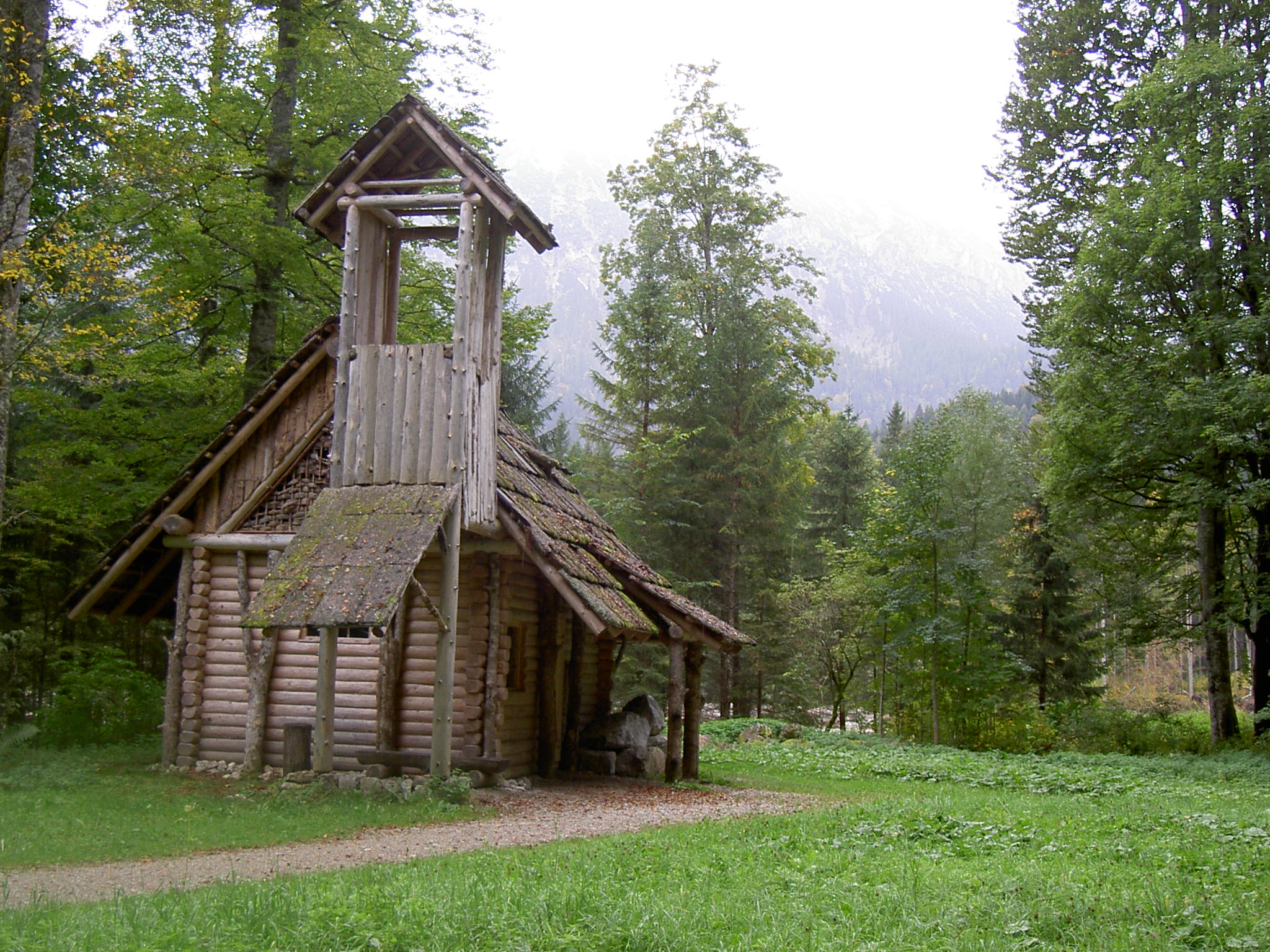
Скит Гурнеманца
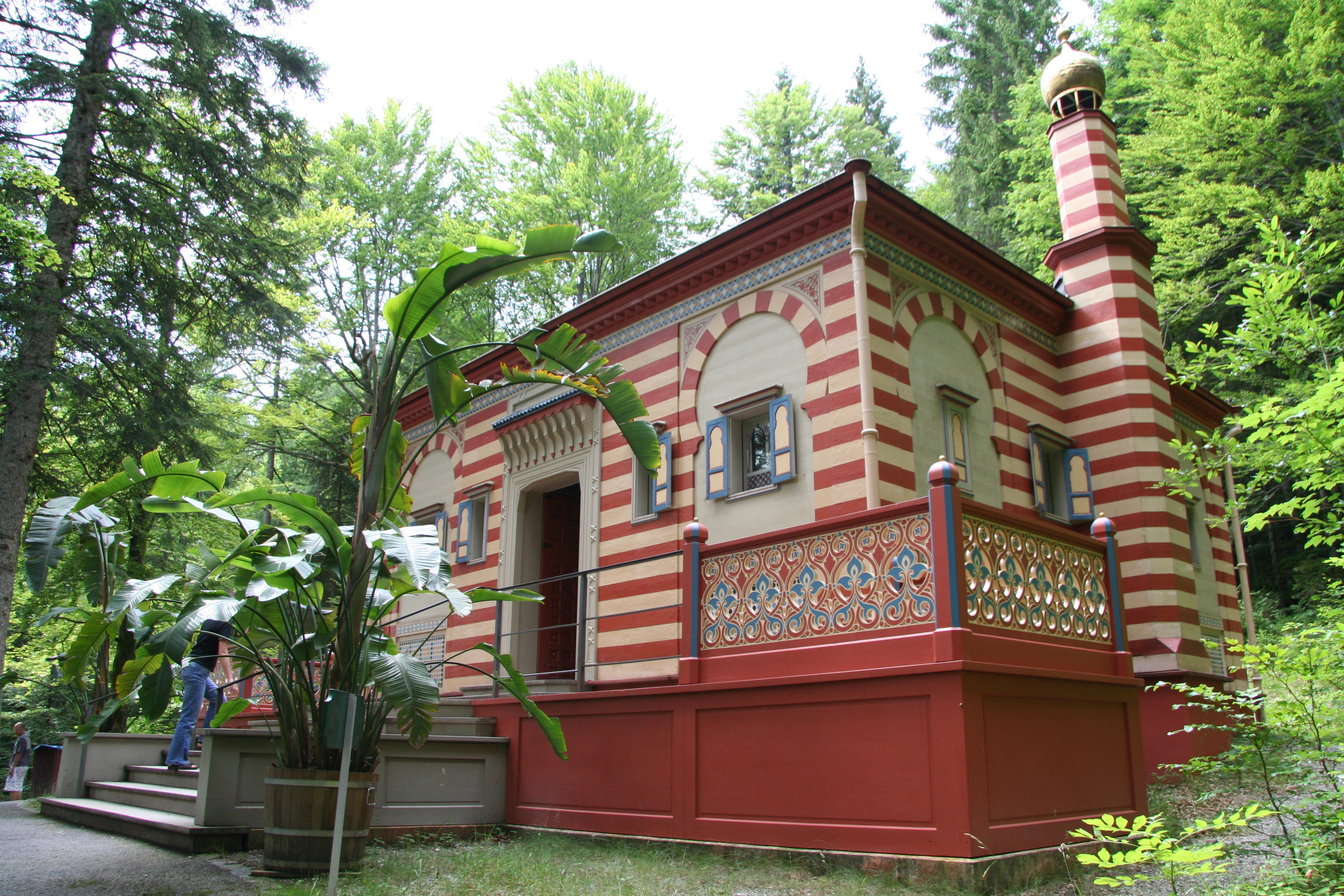
Марокканский домик
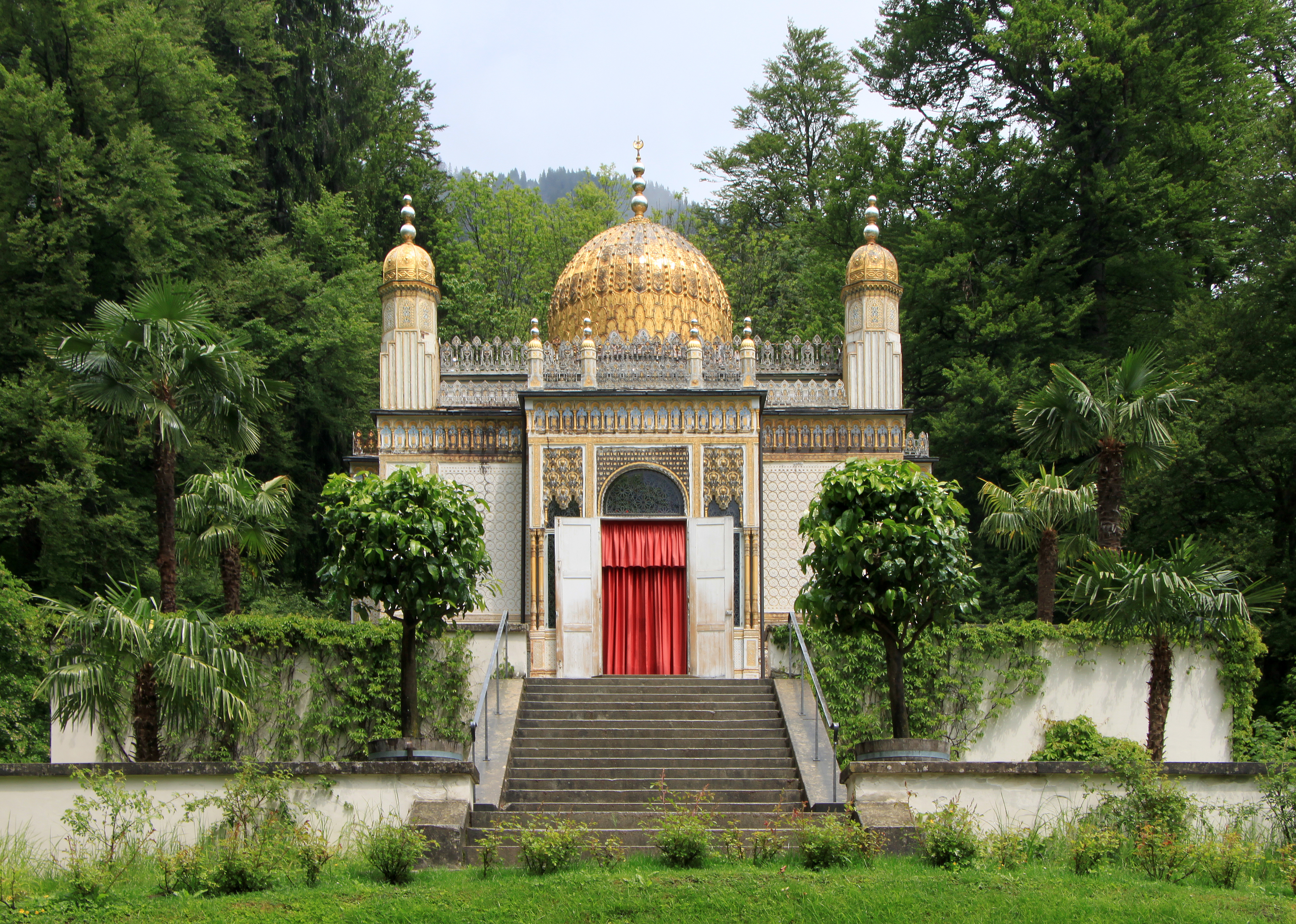
Мавританский киоск
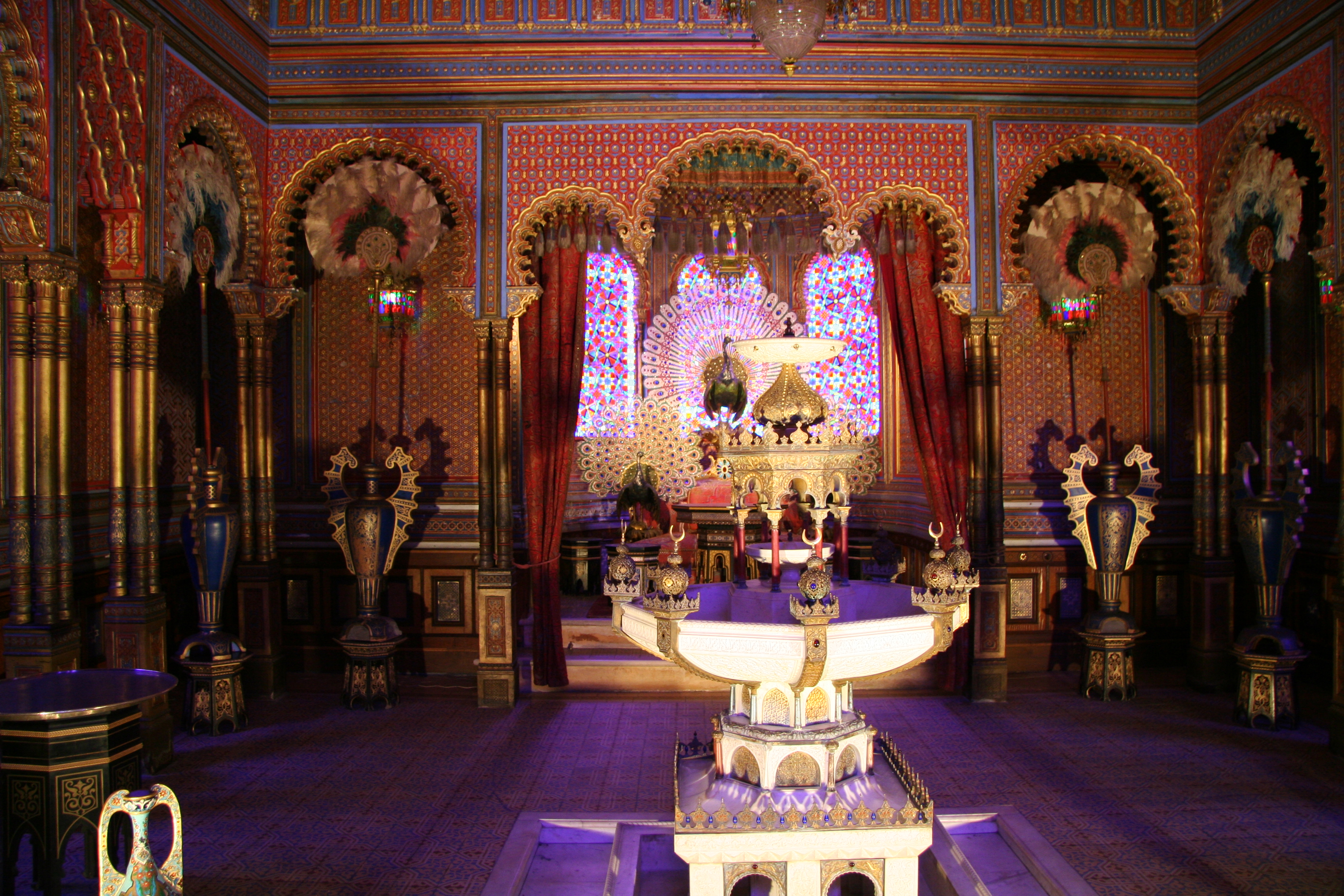
Интерьер Мавританского киоска

### Грот Венеры

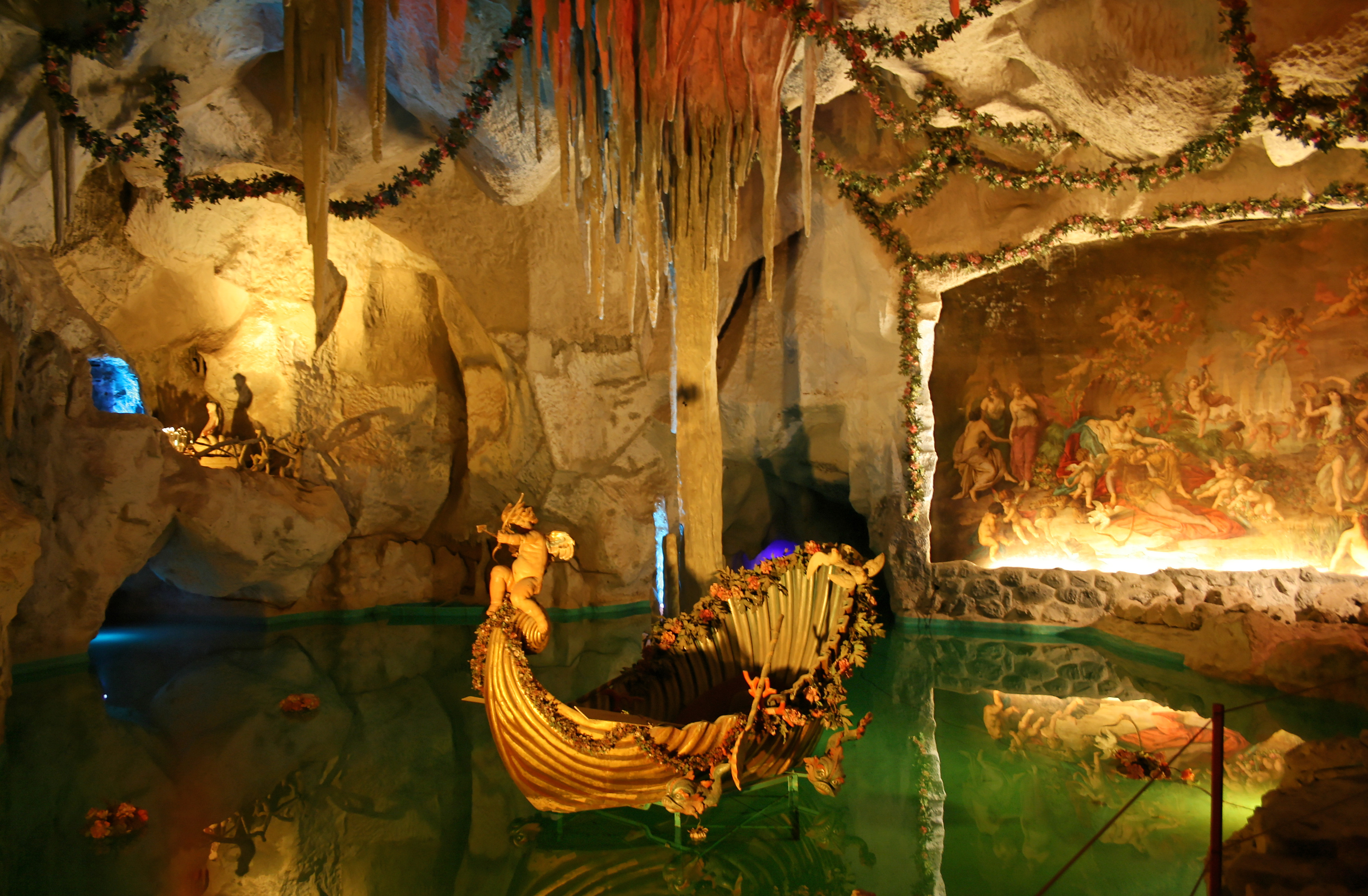
Грот Венеры

В 1876—1877 годах знаменитый ландшафтный архитектор Август Диригль построил в парке грот Венеры — искусственную пещеру высоты более 10 м. Здесь ставили сцены из опер Вагнера (чаще всего «Тангейзера»). Грот украшает картина, где легендарный менестрель изображён вместе с германской Венерой, языческой богиней Гольдой и нимфами на празднике Венериной горы в Герзельберге. В подсвеченном разными цветами искусственном озерце с водопадом плескались волны, в воде плавали лебеди и нимфы (вода подогревалась), на островке танцевали. Для певцов была предназначена лодка в форме раковины.
Система освещения, применённая здесь, считается одним из прообразов современной цветомузыки. Световые эффекты создавались с помощью вращающихся стеклянных пластинок, которые приводил в действие один из первых в Европе электрических генераторов. Иногда Людвиг устраивал на воде «театр одного актёра» наоборот: разместившись в лодке-раковине, он слушал любимые арии в исполнении лучших певцов из Мюнхена.
Начатые в 2016 году реставрационные работы планировали окончить в 2021 году.

## Туризм
- Апрель-сентябрь: 09:00 — 18:00
- Октябрь-март: 10:00 — 16:00
- Зимой открыт для посещения только дворец
- Входной билет: от 6 евро